# Municipio de Rosendal
El municipio de Rosendal (en inglés: Rosendal Township) es un municipio ubicado en el condado de Griggs en el estado estadounidense de Dakota del Norte. En el año 2010 tenía una población de 35 habitantes y una densidad poblacional de 0,38 personas por km².

## Geografía
El municipio de Rosendal se encuentra ubicado en las coordenadas 47°37′53″N 98°25′52″O / 47.63139, -98.43111. Según la Oficina del Censo de los Estados Unidos, el municipio tiene una superficie total de 91.33 km², de la cual 90,08 km² corresponden a tierra firme y (1,37 %) 1,25 km² es agua.

## Demografía
Según el censo de 2010, había 35 personas residiendo en el municipio de Rosendal. La densidad de población era de 0,38 hab./km². De los 35 habitantes, el municipio de Rosendal estaba compuesto por el 100 % blancos. Del total de la población el 0 % eran hispanos o latinos de cualquier raza.